# Street Fighter Alpha 3
Street Fighter Alpha 3, connu au Japon sous le nom Street Fighter Zero 3 (ストリートファイターZERO 3), est un jeu vidéo de combat en un contre un développé et édité par Capcom sur CP System II en juin 1998. C'est le troisième épisode de la série Street Fighter Alpha et il fait suite à Street Fighter Alpha 2, incluant de nouveaux personnages et des améliorations au niveau du système de jeu comme la possibilité d'effectuer des juggles. Le jeu est par la suite converti sur plusieurs consoles de salon ou portables,.
Street Fighter Alpha 3 sort sur borne d'arcade, simultanément au Japon et en Amérique du Nord, le 29 juin 1998, puis le 4 septembre 1998 en Europe. C'est le 29e titre à exploiter le CP System II. Street Fighter Alpha 3 est porté et édité sur PlayStation au Japon le 23 décembre 1998 et en mai 1999 pour l'Amérique du Nord. Le titre est publié ensuite, toujours au Japon, en juillet 1999 sur Dreamcast. Street Fighter Alpha 3 connaît également une sortie européenne sur Dreamcast en septembre 2000,,. Une version légèrement améliorée intitulée Street Fighter Zero 3 Upper sort en 2001 sur borne d'arcade, puis est adaptée sur Game Boy Advance sous le nom Street Fighter Alpha 3 Upper. Le portage sur PlayStation Portable est quant à lui intitulé Street Fighter Alpha 3 Max.

## Système de jeu
Street Fighter Alpha 3 intègre un système de combat baptisé « ISM » avec une jauge de furie classique mais déclinée de trois façons différentes, incluant ainsi, techniquement, trois styles d'exploitation des combos différents,. Le joueur choisit son style en même temps que son combattant. Le premier style s'intitule « X-ISM » et se caractérise par une jauge rouge, elle permet le déclenchement d'une super attaque une fois la jauge totalement remplie et se vide ensuite entièrement. La garde aérienne est impossible dans ce système et la défense du personnage est légèrement en dessous de la moyenne, mais il frappe aussi légèrement plus fort. Il s'agit du système original de la franchise Street Fighter, adopté dans le tout premier de ses jeux intégrant les super attaques : Super Street Fighter II Turbo.
Le deuxième style de combat est la jauge « A-ISM » (jauge verte), il s'agit du système « standard » du jeu, la jauge se divise en trois sous-parties de même taille se remplissant l'une après l'autre, il est donc possible de lancer des super attaques spéciales de trois niveaux différents (correspondant à un, deux ou trois niveaux de jauge remplis),. Le niveau de défense et d'attaque du personnage sont moyens. Ce système, devenu une référence des jeux de combat par la suite, est celui qui accompagnait les jeux Street Fighter Alpha: Warriors' Dreams ou encore les Street Fighter EX. La jauge « A-ISM » porte la lettre A pour Alpha, par conséquent, la version originale japonaise porte le nom « Z-ISM » pour Zero.
Le troisième et dernier style de combat est la jauge « V-ISM » (jauge bleue), système à jauge dite « variable », il est impossible de lancer des super attaques spéciales conventionnelles dans ce système. La jauge est divisée en deux, et commence à se vider lorsque le joueur appuie simultanément sur deux boutons de coup de poing et pied de même force. Pendant que la jauge se vide, une sorte de fantôme suit le joueur et répète ses actions à quelques secondes d'intervalles, permettant des enchaînements personnalisés et variables. Ce système provient de l'opus précédent, Street Fighter Alpha 2. Il est possible, pendant une garde, d'effectuer un contre appelé « alpha counter » qui ne provoque que de faibles dommages mais qui interrompt l'enchaînement de l'adversaire en le projetant dans les airs. Ceci se fait en appuyant sur (avant + coup de poing fort + coup de pied fort) pendant la garde. Cette manipulation, qui ne peut s'effectuer en mode A-ISM et V-ISM, fait perdre un niveau de jauge de super spéciale, et diminue la taille de la jauge de garde.
Street Fighter Alpha 3 comprend le mode « Dramatic Battle » des deux premiers opus, qui offre la possibilité aux joueurs de jouer à 2, cette fois-ci en coop, contre l'ordinateur, simultanément et sur le même écran. Le jeu dispose également du mode « World Tour », où le joueur choisit un personnage qui va parcourir le monde pour gagner de l'expérience, qui permet notamment d'échanger de nouvelles techniques de combat. Les niveaux d'expérience se gagnent au fil des combats remportés et le niveau maximum d'un personnage est de 32. La difficulté du mode augmente progressivement, le joueur sera amené à affronter deux combattants en même temps, jusqu'à quatre, à tour de rôle.

## Liste des personnages
Le jeu reprend l'intégralité du casting de Street Fighter Alpha 2. Comme pour chaque épisode, Street Fighter Alpha 3 intègre de nouveaux personnages originaux : Karin Kanzuki, qui est apparue la première fois dans le manga Street Fighter: Sakura Ganbaru! ainsi que Rainbow Mika, Juli et Juni, trois personnages totalement inédits à la franchise. Cody Travers est le nouveau transfuge de la série Final Fight, et marque ici sa toute première apparition en tant que personnage jouable dans la série Street Fighter. La version PlayStation introduit trois personnages provenant de Super Street Fighter II: The New Challengers : Dee Jay, Fei Long et  T-Hawk. Guile, Akuma et Evil Ryu sont également ajoutés à la liste en tant que personnages secrets. Les versions Sega Saturn et Dreamcast comportent Guile et Evil Ryu dans la liste des personnages de base.
- Adon
- Akuma
- Balrog
- Birdie
- Blanka
- Cammy White
- Charlie Nash
- Chun-Li
- Cody
- Dan Hibiki
- Dhalsim
- Edmond Honda
- Gen
- Guy
- Juli
- Juni
- Karin Kanzuki
- Ken Masters
- M. Bison
- Rolento Schugerg
- Rose
- Rainbow Mika
- Ryu
- Sagat
- Sakura Kasugano
- Sodom
- Vega
- Zangief

Personnages apportés sur les versions consoles :
- Dee Jay
- Fei-Long
- Guile
- Thunder Hawk
- Shin Akuma
- Evil Ryu

Personnages exclusivement disponibles sur les versions Game Boy Advance et PlayStation Portable :
- Maki
- Eagle
- Yun

Personnage disponible exclusivement sur la version PlayStation Portable :
- Ingrid

## Portages
| (Logo de la version améliorée sortie sur borne d'arcade en 2001 dénommée Street Fighter Zero 3 Upper). |
| - 1998 - PlayStation ; - 1999 - Saturn ; - 1999 - Dreamcast, titré Street Fighter Zero 3 : Saikyo-Ryu Dojo au Japon ; - 2001 - Dreamcast, titré Street Fighter Zero 3: Saikyo-Ryu Dojo for Matching Service au Japon ; - 2001 - Arcade, titré Street Fighter Zero 3 Upper ; - 2002 - Game Boy Advance, titré Street Fighter Alpha 3 Upper (ou Street Fighter Zero 3 Upper) ; - 2006 - PlayStation Portable, nommé Street Fighter Alpha 3 Max (ou Street Fighter Zero 3 Double Upper) ; - 2006 - PlayStation 2 dans la compilation Street Fighter Alpha Anthology. - 2018 - Nintendo Switch, PlayStation 4 et Xbox One dans la compilation Street Fighter 30th Anniversary Collection. |

- La version Dreamcast est intitulée Street Fighter Alpha 3: Saikyo Dojo et sort en 1999 au Japon. Cette version reprend toutes les fonctionnalités ajoutées de la version PlayStation, mais comporte un mode World Tour différent. Un mode online est ajouté, permettant aux joueurs d'afficher leur high score. Un nouveau mode est ajouté, baptisé d'après le titre du jeu, Saikyo Dojo, opposant un personnage très faible sélectionné par le joueur contre deux personnages relativement forts[9]. La version Dreamcast du jeu est rééditée en 2000 au Japon sous le titre de Street Fighter Zero 3 : Saikyo-Ryu Dojo pour la série Matching Service. La version Matching Service propose un mode en ligne du mode versus.

- La version Sega-Saturn de Street Fighter Zero 3 est sortie peu de temps après le lancement de la version Dreamcast uniquement pour le Japon. Ce portage utilise la cartouche 4Mo de Sega contenant toutes les données de la version PlayStation, à l'exception de l'utilisation des polygones et du mode PocketStation. La version Saturn utilise la RAM supplémentaire pour inclure plus d'images, de sprites mais des temps de chargements plus lents que la version PlayStation.  Evil Ryu et Guile sont immédiatement sélectionnables, le joueur peut également déverrouiller Shin Akuma, qui partage un slot avec son homologue habituel. Alors que les modes World Tour et Survival sont pratiquement inchangés par rapport à la version PlayStation, le mode Dramatic Battle a été amélioré grâce à l'ajout du mode Reverse Dramatic Battle permettant l'utilisation de trois personnages. Il s'agit également du seul portage à proposer le mode Dramatic Battle contre l'ensemble des personnages, toutes les autres versions limitant ce mode aux boss uniquement[10].

## Accueil
Sur Jeuxvideo.com, le jeu reçoit des notes diverses selon les versions : 12/20 (PS1), 13/20 (DC), 16/20 (GBA) et 14/20 (PSP). Jeux vidéo Magazine octroie à la version GBA la note de 17/20.
En 2014, Marcus souligne la qualité des graphismes, encore plus précis que ceux des précédents jeux.